# 新村駅 (ソウル交通公社)
新村駅（シンチョンえき）は、大韓民国ソウル特別市麻浦区新村洞にあるソウル交通公社2号線の駅。駅番号は240。
KORAILの新村駅は当駅から離れており乗換駅ではない。路線バスの方向幕などでは区別のため「新村電鉄駅」と呼ばれることがある（KORAIL側は非電化時代より「新村汽車駅」と呼んで区別している）。なお、駅名標は「新村（地下）」と表記されている。

## 歴史
- 1984年5月22日 - ソウル特別市地下鉄公社（当時）2号線の駅が開業。
- 2000年1月1日 - 韓国鉄道公社の新村駅との混同を避けるため、駅名表示を「新村駅（地下）」に変更。
- 2005年1月1日 - ソウル特別市地下鉄公社がソウルメトロに改称。
- 2017年5月31日 - ソウルメトロとソウル特別市都市鉄道公社が統合され、ソウル交通公社の駅となる。

## 駅構造

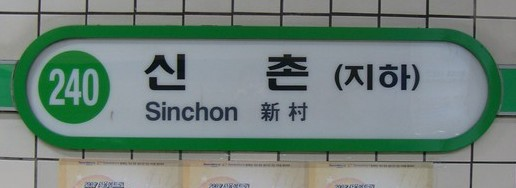
駅名標
「新村（地下）」と標記されている。
（2007年12月03日）

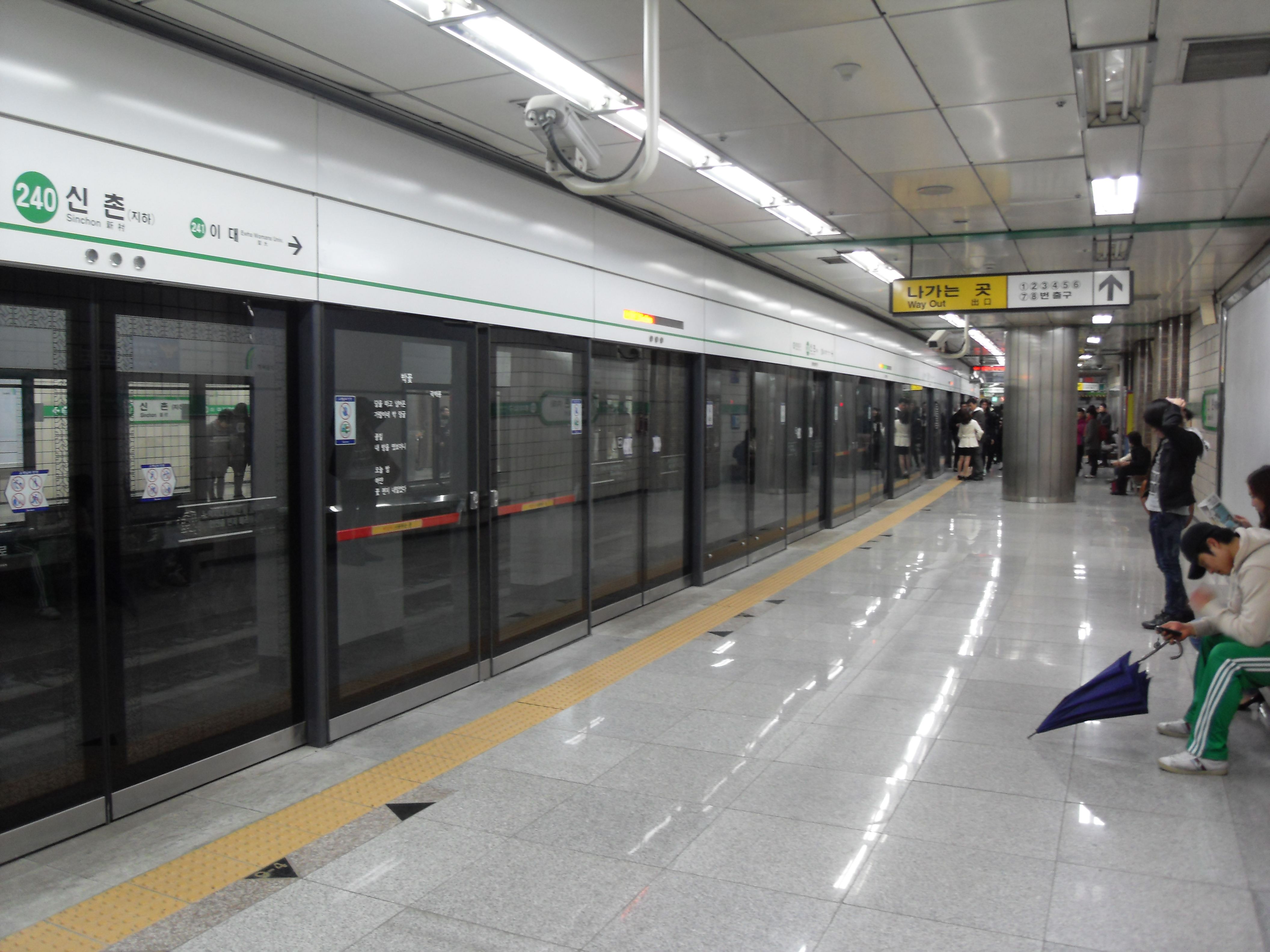
ホーム（2010年3月1日）

相対式ホーム2面2線を有する地下駅で、フルスクリーンタイプのホームドアが設置されている。
改札口は西側（弘大入口寄り）と東側（梨大寄り）の2ヶ所あるが、両方とも内回り・外回りホーム別々に設置されており、改札内でのホーム間の移動はできない。東寄りの改札のみホームへの連絡エレベーターが設置されている。化粧室は改札外にある。
出入口は1番から8番までの計8ヶ所ある。

### のりば
- 案内上ののりば番号は設定されていない。

| 内回り | 2号線 | 忠正路・市庁・乙支路3街・東大門歴史文化公園方面 |
| 外回り | 2号線 | 弘大入口・堂山・永登浦区庁・新道林方面          |

## 利用状況
近年の一日平均利用人員推移は下記のとおり。
| 路線  | 路線     | 2000年  | 2001年  | 2002年  | 2003年  | 2004年  | 2005年  | 2006年  | 2007年  | 2008年  | 2009年  | 出典  |
| ----- | -------- | ------- | ------- | ------- | ------- | ------- | ------- | ------- | ------- | ------- | ------- | ----- |
| 2号線 | 乗車人員 | 62,715  | 60,714  | 61,191  | 59,819  | 60,285  | 57,387  | 54,801  | 54,292  | 53,254  | 53,788  | [ 1 ] |
| 2号線 | 降車人員 | 66,080  | 65,324  | 65,896  | 63,997  | 64,147  | 62,071  | 59,543  | 58,665  | 57,156  | 57,372  | [ 1 ] |
| 2号線 | 乗降人員 | 128,796 | 126,038 | 127,087 | 123,816 | 124,432 | 119,458 | 114,344 | 112,956 | 110,410 | 111,160 | [ 1 ] |
| 路線  | 路線     | 2010年  | 2011年  | 2012年  | 2013年  | 2014年  | 2015年  |         |         |         |         | [ 1 ] |
| 2号線 | 乗車人員 | 54,953  | 55,984  | 55,289  | 54,415  | 54,333  | 51,869  |         |         |         |         | [ 1 ] |
| 2号線 | 降車人員 | 57,846  | 58,051  | 56,826  | 56,033  | 55,415  | 52,985  |         |         |         |         | [ 1 ] |
| 2号線 | 乗降人員 | 112,799 | 114,035 | 112,115 | 110,448 | 109,748 | 104,854 |         |         |         |         | [ 1 ] |

## 駅周辺
新村周辺には大学が集中しており、学生の町として知られている。新村地下駅周辺には若者を対象にした店が多く、飲食店街も発達している。
- 西江大学校正門
- 延世大学校ソウルキャンパス
- グランドマート新村店
- 勤労福祉公団
- ソウル倉西初等学校（朝鮮語版）
- 新村名物通り
- KORAIL新村駅 - 北東方向に約700メートル離れており、乗換駅ではない。
- 現代百貨店新村店（旧グレース百貨店）
- 新韓銀行新村支店
- ユープレックス
- 新村カサビルレジデンス
- セブランス病院
- 西大門郵便局
- 滄川中学校（朝鮮語版）
- ソウル滄川初等学校（朝鮮語版）
- CGV新村アートレオン

## 隣の駅
ソウル交通公社
 2号線
弘大入口駅 (239) - 新村駅 (240) - 梨大駅 (241)